# Comitato di Udvarhely
Il comitato di Udvarhely (in ungherese Udvarhely vármegye, in romeno Comitatul Odorhei) è stato un antico comitato del Regno d'Ungheria, situato nell'attuale Romania centrale, nella regione della Transilvania. Capoluogo del comitato era Székelyudvarhely, oggi nota col nome romeno di Odorheiu Secuiesc.
Il comitato confinava con gli altri comitati di Maros-Torda, Csík, Háromszék, Nagy-Küküllő e Kis-Küküllő.

## Storia
Il comitato di Udvarhely fu creato a partire dalla regione di Udvarhelyszék nel 1876, per effetto della riforma della divisione amministrativa della Transilvania. Il comitato rimase poi ungherese finché il Trattato del Trianon (1920) non lo assegnò al regno di Romania.
Col Secondo arbitrato di Vienna (1940) l'Ungheria si annetté il territorio assieme all'intera Transilvania settentrionale, ma tale parentesi si chiuse dopo la seconda guerra mondiale, quando venne restituito alla Romania.
Il suo territorio è oggi in gran parte compreso nel distretto romeno di Harghita, con l'eccezione di una piccola porzione ad ovest che fa parte del distretto di Mureș e di un'altra piccola parte a sud-est, facente parte del distretto di Covasna.